# Liste des souverains et gouverneurs de la régence d'Alger
Liste des souverains et gouverneurs de la régence d'Alger de 1516 à 1830. Les périodes de gouvernance successives sont les suivantes : 
- Période de sultanat (1516-1533) ;
- Période des beylerbeys (1533-1587) ;
- Période des pachas triennaux (1587-1659) ;
- Période des aghas (1659-1671) ;
- Périodes des deys (1671-1830).

## Sultanat (1516-1533)
- 1516-1518: Baba Aroudj Raïs, 1er Barberousse
- 1518-1533: Kheireddine Barberousse Raïs, 2d Barberousse ; devient Kheireddine Pacha sous protection ottomane (15 mai 1519) 
  - 1520-1527: Intermède du roi de Koukou, Sidi Ahmed ou el Kadhi, qui conquiert la ville[2]
  - Durant la période des Barberousse il y a divers intérims de Hassan Agha dans la gestion des affaires[3].

## Beylerbeys et leur khalifa (1533-1587)
Les beylerbeys délèguent à un lieutenant (en arabe : khalifa) la gestion des affaires en leur absence en cas de départ en campagne. Il y a que 5 beylerbey en titre : Khayr ad-Din Barberousse, Hassan Pacha fils de Kheirredine, Salah Raïs et Euldj Ali ; le reste sont des khalifa nommés pour assurer l'intérim au nom des beylerbeys successifs. 
- 1533-1546: Kheireddine Barberousse Pasha, beylerbey en titre
  - 1534-1543: Hassan Agha, khalifa de Khayr ad-Din Barberousse
  - 1543-1544: Hadji Pacha, khalifa à titre provisoire
- 1544-1551: Hassan Pacha, beylerbey en titre, première période (remplaçant de Khayr ad-Din Barberousse jusqu'en 1546)
  - 1551-1552: Khalifa Saffah (Caïd Saffa[4]), khalifa à titre provisoire
- 1552-1556: Salah Raïs (Sala-Pacha[5]), beylerbey en titre
  - 1556-1557: Hasan Corso, khalifa à titre provisoire
  - 1557: Mehmed Tekkelerli ou Takarli (Thécheoli Pacha[5]), khalifa
  - 1557: Yusuf, khalifa à titre provisoire
  - 1557: Yahya, khalifa à titre provisoire
- 1557-1561: Hassan Pacha, beylerbey en titre, deuxième période
  - 1561-1562: Hasan Khüsro Aga  (Hassan Agha[6]), khalifa à titre provisoire
  - 1562: Ahmad Pasha Qabia (Ahmed Pacha[7]), khalifa à titre provisoire
- 1562-1567: Hassan Pacha, troisième période
  - 1567-1568: Mohammed Pacha (Mohammed Pacha[7]), première période (khalifa à titre provisoire)
- 1568-1577: Euldj Ali beylerbey en titre, (Ochali Pacha[7])

En raison des fonctions d'Euldj Ali à Constantinople, le gouvernorat d'Alger est délégué à :
- - 1568-1570: Mohammed Pacha, khalifa suite de la première période, remplaçant
  - 1570-1574: Arab Ahmed, khalifa
  - 1574-1577: Qa`id Ramadan (Rabadan Pacha[7]), khalifa remplaçant
  - 1577-1580: Hassan Vénéziano, khalifa (première période)
  - 1580-1582: Djafer Pacha, khalifa
  - 1582: Qa`id Ramadan, khalifa
  - 1582-1587: Hassan Vénéziano, khalifa (deuxième période)

## Pachas (1587-1659)
- 1587-1589 : Dali Ahmed Pacha
- 1592-1595 : Khizr Pacha (première période)
- 1595-1596 : Chaban Pacha
- 1596 : Khizr Pacha (deuxième période)
- 1596-1599 : Moustapha Pacha
- 1599-1603 : Dali Hassan Pacha
- 1603-1604 : Süleyman Pacha
- 1604-1605 : Khizr Pacha (troisième période)
- 1605 : Mohammed Koucha
- 1605-1607 : Koucha Moustapha (première période)
- 1607-1610 : Redouane Pacha
- 1610-1613 : Koucha Moustapha (deuxième période)
- 1613-1617 : Hussein Cheikh (première période)
- 1617 : Koucha Moustapha (troisième période)
- 1617-1618 : Soliman Katania
- 1618-1619 : Hussein Cheikh (deuxième période)
- 1619-1621 : Chérif Khodja
- 1621 : Khizr Pacha
- 1621-? : Moustafa Koussor
- ?-1626 : Mourad Pacha
- 1626-1627 : Khosrô Pacha
- 1627-?: Hussein Bey (première période)
- ?-?: Yunus
- ?-1634 : Hussein Bey (deuxième période)
- 1634-1637 : Yussuf Pacha
- 1637-1640 : Abu'l-Hasan Ali Pacha
- 1640 : Cheik Hussein Pacha
- 1640-1642 : Abu Djamal Youssef Pacha
- 1642-1645 : Mehmed Bursali Pacha
- 1645 : Ali Bitchin (discutable)
- 1645-1647 : Mahmud Bursali Pacha
- 1647-1650 : Yusef Pacha
- 1650-1653 : Mehmed Pacha
- 1653-1655 : Ahmed Pacha (première période)
- 1655-1656 : Ibrahim Pacha (première période)
- 1656-1657 : Ahmed Pacha
- 1657-1659 : Ibrahim Pacha (deuxième période)
- 1658-1659 : Ahmed Pasha

## Aghas (1659-1671)
- 1659-1660: Khalil Agha
- 1660-1661: Ramadan Agha
- 1661-1665: Chabane Agha
- 1665-1671: Ali Agha

## Deys (1671-1830)
- Deys mis en place par l'Odjak (milice des janissaires).
- Deys mis en place par la Taïfa des Raïs (corsaires).
- Deys consolidant leur autorité, élu par le Diwan

| Portrait | Portrait | Nom (Naissance-Mort)        | Dates du mandat — Mandat électoral | Dates du mandat — Mandat électoral | Gouvernement | Régime politique | Autres titres et fonctions occupées pendant le mandat | Notes, faits marquants |
| -------- | -------- | --------------------------- | ---------------------------------- | ---------------------------------- | ------------ | ---------------- | ----------------------------------------------------- | --- |
| 1        |          | Mohamed Trik                | 1671                               | 1681                               | -            | Régence d'Alger  | Sultan d'El-Djazaïr.                                  | Premier Dey d'Alger. Il est élu par la Taïfa des Rais (corsaires de la Régence), qui choisissent l'un d'entre eux, ce sera aussi le cas des 3 Deys suivants. Son élection marque l'affaiblissement du Diwan alors dominé par les janissaires, son pouvoir étant théoriquement absolu. |
| 1        | -        | Mohamed Trik                |                                    |                                    | -            | Régence d'Alger  | Sultan d'El-Djazaïr.                                  | Premier Dey d'Alger. Il est élu par la Taïfa des Rais (corsaires de la Régence), qui choisissent l'un d'entre eux, ce sera aussi le cas des 3 Deys suivants. Son élection marque l'affaiblissement du Diwan alors dominé par les janissaires, son pouvoir étant théoriquement absolu. |
| 2        |          | Baba Hassan Dey             | 1681                               | 1683                               | -            | Régence d'Alger  | Sultan d'El-Djazaïr.                                  | Il déclara la guerre à la France, ce qui provoquera l’expédition de Duquesne. Il sera massacré pour sa gestion catastrophique de la crise, et l'acceptation de la paix imposée par l'Empire ottoman et remplacé par Hadj Hussein dit Mezzomorto. |
| 2        | -        | Baba Hassan Dey             |                                    |                                    | -            | Régence d'Alger  | Sultan d'El-Djazaïr.                                  | Il déclara la guerre à la France, ce qui provoquera l’expédition de Duquesne. Il sera massacré pour sa gestion catastrophique de la crise, et l'acceptation de la paix imposée par l'Empire ottoman et remplacé par Hadj Hussein dit Mezzomorto. |
| 3        |          | Hadj Hussein dit Mezzomorto | 1683                               | 1688                               | -            | Régence d'Alger  | Sultan d'El-Djazaïr.                                  | Après avoir participé au renversement de Baba Hassen, il déclare la guerre à nouveau à la France, pour l'obliger à négocier directement avec Alger sans l’intermédiaire de l'Empire ottoman. Duquesne bombardera à nouveau Alger en 1683. Il négociera la paix avec l'amiral de Tourville en 1684. À nouveau en crise avec la France en 1688, il repoussera la flotte du maréchal d'Estrées. Parallèlement il charge le bey de l'ouest, Ramdane Bey, de reprendre Oran aux Espagnols, sans succès. Il refusera le débarquement d’Ismaël Pacha, pacha mandaté par l'Empire ottoman à la demande de la France pour apaiser les relations avec la régence d'Alger. Il sera chassé par une révolte en 1688 et rejoindra Tunis puis Constantinople où il deviendra Grand amiral de la Flotte Ottomane. |
| 3        | -        | Hadj Hussein dit Mezzomorto |                                    |                                    | -            | Régence d'Alger  | Sultan d'El-Djazaïr.                                  | Après avoir participé au renversement de Baba Hassen, il déclare la guerre à nouveau à la France, pour l'obliger à négocier directement avec Alger sans l’intermédiaire de l'Empire ottoman. Duquesne bombardera à nouveau Alger en 1683. Il négociera la paix avec l'amiral de Tourville en 1684. À nouveau en crise avec la France en 1688, il repoussera la flotte du maréchal d'Estrées. Parallèlement il charge le bey de l'ouest, Ramdane Bey, de reprendre Oran aux Espagnols, sans succès. Il refusera le débarquement d’Ismaël Pacha, pacha mandaté par l'Empire ottoman à la demande de la France pour apaiser les relations avec la régence d'Alger. Il sera chassé par une révolte en 1688 et rejoindra Tunis puis Constantinople où il deviendra Grand amiral de la Flotte Ottomane. |
| 4        |          | Hadj Chabane                | 1688                               | 1695                               | -            | Régence d'Alger  | Sultan d'El-Djazaïr.                                  | Il enverra un représentant à Versailles pour apaiser les relations avec le Royaume de France, avec un nouveau traité en 1690 et continuera à harceler les Espagnols dans Oran. Il sera victime d'un attentat en pleine mosquée, et réprimera durement les janissaires suspectés. Il sera finalement étranglé par les janissaires qui imposeront son successeur Hadj Ahmed. |
| 4        | -        | Hadj Chabane                |                                    |                                    | -            | Régence d'Alger  | Sultan d'El-Djazaïr.                                  | Il enverra un représentant à Versailles pour apaiser les relations avec le Royaume de France, avec un nouveau traité en 1690 et continuera à harceler les Espagnols dans Oran. Il sera victime d'un attentat en pleine mosquée, et réprimera durement les janissaires suspectés. Il sera finalement étranglé par les janissaires qui imposeront son successeur Hadj Ahmed. |
| 5        |          | Hadj Ahmed                  | 1695                               | 1698                               | -            | Régence d'Alger  | Sultan d'El-Djazaïr.                                  | Les janissaires lui imposent de respecter les limites fixé par le Diwan et leur milice. |
| 5        | -        | Hadj Ahmed                  |                                    |                                    | -            | Régence d'Alger  | Sultan d'El-Djazaïr.                                  | Les janissaires lui imposent de respecter les limites fixé par le Diwan et leur milice. |
| 6        |          | Hassen Chaouch              | 1699                               | 1700                               | -            | Régence d'Alger  | Sultan d'El-Djazaïr.                                  | Il doit démissionner à la suite d'une révolte à la suite de la victoire du Bey de Tunis sur les milices de Constantine. |
| 6        | -        | Hassen Chaouch              |                                    |                                    | -            | Régence d'Alger  | Sultan d'El-Djazaïr.                                  | Il doit démissionner à la suite d'une révolte à la suite de la victoire du Bey de Tunis sur les milices de Constantine. |
| 7        |          | Hadj Moustapha              | 1700                               | 1705                               | -            | Régence d'Alger  | Sultan d'El-Djazaïr.                                  | Il mènera la victoire contre le Bey de Tunis près à Sétif et stoppera l'offensive de Moulay Ismael, sultan de Fez, à l’ouest. Cependant il échouera dans le siège de Tunis en 1705, et prendra la fuite. Il sera rattrapé par les janissaires près de Collo et mis à mort. |
| 7        | -        | Hadj Moustapha              |                                    |                                    | -            | Régence d'Alger  | Sultan d'El-Djazaïr.                                  | Il mènera la victoire contre le Bey de Tunis près à Sétif et stoppera l'offensive de Moulay Ismael, sultan de Fez, à l’ouest. Cependant il échouera dans le siège de Tunis en 1705, et prendra la fuite. Il sera rattrapé par les janissaires près de Collo et mis à mort. |
| 8        |          | Hussein Khodja              | 1705                               | 1707                               | -            | Régence d'Alger  | Sultan d'El-Djazaïr.                                  | Son règne, ainsi que celui de son successeur, est marqué par des difficultés financières, notamment fiscales. |
| 8        | -        | Hussein Khodja              |                                    |                                    | -            | Régence d'Alger  | Sultan d'El-Djazaïr.                                  | Son règne, ainsi que celui de son successeur, est marqué par des difficultés financières, notamment fiscales. |
| 9        |          | Mohamed Bektach             | 1707                               | 1710                               | -            | Régence d'Alger  | Sultan d'El-Djazaïr.                                  | Massacré par les janissaires il sera remplacé par son neveu, Deli Ibrahim. |
| 9        | -        | Mohamed Bektach             |                                    |                                    | -            | Régence d'Alger  | Sultan d'El-Djazaïr.                                  | Massacré par les janissaires il sera remplacé par son neveu, Deli Ibrahim. |
| 10       |          | Dely Ibrahim Dey            | 1710                               | 1710                               | -            | Régence d'Alger  | Sultan d'El-Djazaïr.                                  | Assassiné après 5 mois de règne. |
| 10       | -        | Dely Ibrahim Dey            |                                    |                                    | -            | Régence d'Alger  | Sultan d'El-Djazaïr.                                  | Assassiné après 5 mois de règne. |
| 11       |          | Baba Ali Chaouche           | 1710                               | 1718                               |              | Régence d'Alger  | Sultan d'El-Djazaïr.                                  | Il fait éliminer plus de mille janissaires. Et décide de ne plus recevoir de pacha de Constantinople, marquant son indépendance. Le dey assure désormais la fonction de pacha, pour les habitants d'Alger il est considéré comme le « Sultan d'El-Djazaïr ». Il réforme le diwan qu'il débarrasse de l'influence des janissaires frondeurs. |
| 11       | -        | Baba Ali Chaouche           |                                    |                                    |              | Régence d'Alger  | Sultan d'El-Djazaïr.                                  | Il fait éliminer plus de mille janissaires. Et décide de ne plus recevoir de pacha de Constantinople, marquant son indépendance. Le dey assure désormais la fonction de pacha, pour les habitants d'Alger il est considéré comme le « Sultan d'El-Djazaïr ». Il réforme le diwan qu'il débarrasse de l'influence des janissaires frondeurs. |
| 12       |          | Mohamed Ben Hassan          | 1718                               | 1723                               |              | Régence d'Alger  | Sultan d'El-Djazaïr.                                  | Il rencontrera des difficultés intérieures vis-à-vis des tribus et des Raïs. Il affiche l'indépendance de sa politique extérieure vis-à-vis de Constantinople, en refusant de recevoir des directives du sultan ottoman concernant les relations avec la Hollande. Il sera tué par les Raïs (corsaires), lors d'une révolte de ces derniers, qui lui reprochent d'avantager les janissaires. |
| 12       | -        | Mohamed Ben Hassan          |                                    |                                    |              | Régence d'Alger  | Sultan d'El-Djazaïr.                                  | Il rencontrera des difficultés intérieures vis-à-vis des tribus et des Raïs. Il affiche l'indépendance de sa politique extérieure vis-à-vis de Constantinople, en refusant de recevoir des directives du sultan ottoman concernant les relations avec la Hollande. Il sera tué par les Raïs (corsaires), lors d'une révolte de ces derniers, qui lui reprochent d'avantager les janissaires. |
| 13       |          | Baba Abdi                   | 1723                               | 1732                               |              | Régence d'Alger  | Sultan d'El-Djazaïr.                                  | Il sera un grand défenseur de l’intérêt des Raïs et de l'activité du corso. Il maintiendra la ligne de fermeté de ses prédécesseurs à l'égard de Constantinople, refusant de recevoir un pacha. |
| 13       | -        | Baba Abdi                   |                                    |                                    |              | Régence d'Alger  | Sultan d'El-Djazaïr.                                  | Il sera un grand défenseur de l’intérêt des Raïs et de l'activité du corso. Il maintiendra la ligne de fermeté de ses prédécesseurs à l'égard de Constantinople, refusant de recevoir un pacha. |
| 14       |          | Baba Ibrahim Dey            | 1732                               | 1745                               |              | Régence d'Alger  | Sultan d'El-Djazaïr.                                  | Il échoue à reprendre Oran aux Espagnols. Mais il imposera au Bey de Tunis le payement d'une redevance de 50 000 piastres. |
| 14       | -        | Baba Ibrahim Dey            |                                    |                                    |              | Régence d'Alger  | Sultan d'El-Djazaïr.                                  | Il échoue à reprendre Oran aux Espagnols. Mais il imposera au Bey de Tunis le payement d'une redevance de 50 000 piastres. |
| 15       |          | Ibrahim Kouchouk            | 1745                               | 1748                               |              | Régence d'Alger  | Sultan d'El-Djazaïr.                                  | Son règne vit de nombreuses révoltes intérieures. |
| 15       | -        | Ibrahim Kouchouk            |                                    |                                    |              | Régence d'Alger  | Sultan d'El-Djazaïr.                                  | Son règne vit de nombreuses révoltes intérieures. |
| 16       |          | Mohamed Ibn Bekir           | 1748                               | 1754                               |              | Régence d'Alger  | Sultan d'El-Djazaïr.                                  | Il renforce la discipline des janissaires en leur donnant un règlement intérieur précis. Il devra aussi faire face à plusieurs révoltes intérieures. |
| 16       | -        | Mohamed Ibn Bekir           |                                    |                                    |              | Régence d'Alger  | Sultan d'El-Djazaïr.                                  | Il renforce la discipline des janissaires en leur donnant un règlement intérieur précis. Il devra aussi faire face à plusieurs révoltes intérieures. |
| 17       |          | Baba Ali dit Bou Sebâa      | 1754                               | 1766                               |              | Régence d'Alger  | Sultan d'El-Djazaïr.                                  | Grâce aux réformes sur l'armée de son prédécesseur, il peut réprimer les révoltes dans le Constantinois et à Tlemcen où un notable s'est déclaré indépendant . |
| 17       | -        | Baba Ali dit Bou Sebâa      |                                    |                                    |              | Régence d'Alger  | Sultan d'El-Djazaïr.                                  | Grâce aux réformes sur l'armée de son prédécesseur, il peut réprimer les révoltes dans le Constantinois et à Tlemcen où un notable s'est déclaré indépendant . |
| 18       |          | Mohamed Ben Othmane         | 1766                               | 1791                               |              | Régence d'Alger  | Sultan d'El-Djazaïr.                                  | Il aura un règne relativement long. Doté d'un grand sens de l’État, qu'il manifestait dans la gestion des affaires intérieures et extérieures du pays. Il poursuivait les navires des nations qui refusaient de payer le droit de passage, et repoussait les attaques danoises (1772), espagnoles (1775-1783-1790) entretenant la réputation de « ville imprenable » d'Alger. Les Espagnols commencent à être expulsé d'Oran, qu'ils abandonneront sous son successeur. Il sut aussi faire face aux multiples soulèvement du Constantinois où il nommera un bey énergique, Salah Bey. |
| 18       | -        | Mohamed Ben Othmane         |                                    |                                    |              | Régence d'Alger  | Sultan d'El-Djazaïr.                                  | Il aura un règne relativement long. Doté d'un grand sens de l’État, qu'il manifestait dans la gestion des affaires intérieures et extérieures du pays. Il poursuivait les navires des nations qui refusaient de payer le droit de passage, et repoussait les attaques danoises (1772), espagnoles (1775-1783-1790) entretenant la réputation de « ville imprenable » d'Alger. Les Espagnols commencent à être expulsé d'Oran, qu'ils abandonneront sous son successeur. Il sut aussi faire face aux multiples soulèvement du Constantinois où il nommera un bey énergique, Salah Bey. |
| 19       |          | Hassan                      | 1791                               | 1798                               |              | Régence d'Alger  | Sultan d'El-Djazaïr.                                  | |
| 19       | -        | Hassan                      |                                    |                                    |              | Régence d'Alger  | Sultan d'El-Djazaïr.                                  | |
| 20       |          | Mustapha                    | 1798                               | 1805                               |              | Régence d'Alger  | Sultan d'El-Djazaïr.                                  | |
| 20       | -        | Mustapha                    |                                    |                                    |              | Régence d'Alger  | Sultan d'El-Djazaïr.                                  | |
| 21       |          | Ahmed II                    | 1805                               | 1808                               |              | Régence d'Alger  | Sultan d'El-Djazaïr.                                  | |
| 21       | -        | Ahmed II                    |                                    |                                    |              | Régence d'Alger  | Sultan d'El-Djazaïr.                                  | |
| 22       |          | Ali III ben Mohamed         | 1808                               | 1809                               |              | Régence d'Alger  | Sultan d'El-Djazaïr.                                  | |
| 22       | -        | Ali III ben Mohamed         |                                    |                                    |              | Régence d'Alger  | Sultan d'El-Djazaïr.                                  | |
| 23       |          | Hadj Ali Dey                | 1809                               | 1815                               |              | Régence d'Alger  | Sultan d'El-Djazaïr.                                  | |
| 23       | -        | Hadj Ali Dey                |                                    |                                    |              | Régence d'Alger  | Sultan d'El-Djazaïr.                                  | |
| 24       |          | Hadj Mohamed                | 1815                               | 1815                               |              | Régence d'Alger  | Sultan d'El-Djazaïr.                                  | |
| 24       | -        | Hadj Mohamed                |                                    |                                    |              | Régence d'Alger  | Sultan d'El-Djazaïr.                                  | |
| 25       |          | Omar Agha                   | 1815                               | 1817                               |              | Régence d'Alger  | Sultan d'El-Djazaïr.                                  | |
| 25       | -        | Omar Agha                   |                                    |                                    |              | Régence d'Alger  | Sultan d'El-Djazaïr.                                  | |
| 26       |          | Ali Khodja                  | 1817                               | 1818                               |              | Régence d'Alger  | Sultan d'El-Djazaïr.                                  | |
| 26       | -        | Ali Khodja                  |                                    |                                    |              | Régence d'Alger  | Sultan d'El-Djazaïr.                                  | |
| 27       |          | Hussein Dey                 | 1818                               | 1830                               |              | Régence d'Alger  | Sultan d'El-Djazaïr.                                  | |
| 27       | -        | Hussein Dey                 |                                    |                                    |              | Régence d'Alger  | Sultan d'El-Djazaïr.                                  | |